# Spider Martin
James "Spider" Martin (1 de abril de 1939 – 8 de abril de 2003) fue un fotógrafo estadounidense conocido por su trabajo de documentación del Movimiento por los Derechos Civiles en Estados Unidos.
Martin nació en Fairfield, Alabama. Sus fotografías más conocidas documentan la era de los derechos civiles, que incluyó las palizas a los manifestantes en marzo de 1965 en la manifestación que fue desde Selma hasta Montgomery. Conocido como el Domingo Sangriento, el acontecimiento influyó enormemente en el curso de los derechos civiles en los EE. UU. Acerca del efecto de la fotografía en el movimiento por los derechos civiles, Martin Luther King, Jr. dijo: "Spider, podríamos habernos manifestado, podríamos haber protestado toda la vida, pero si no fuese por tipos como tú, habría sido en vano. Todo el mundo vio tus fotografías. Por eso la Ley de derecho al voto fue aprobada."
Martin creía que debido a su pequeña estatura, poco más de 155 cm, era capaz de colarse entre la multitud para conseguir los mejores primeros planos.
Las fotografías de Martin se exponen en los centros Smithsonian Institution y Birmingham Civil Rights Institute. Sus obras fueron publicadas también en la revista Life y en el diario Saturday Evening Post. Una selección de su obra fue expuesta en el Cannon Rotunda en Washington D. C. en honor a aquellos que se sacrificaron en marzo en la manifestación por el derecho al voto que fue desde Selma hasta Montgomery. Martin también expuso en la galería Agnes (Birmingham, Alabama). 
Murió en 2003 en Blount Springs, Alabama, a causa de un suicidio.